# Fina García Marruz
Fina García Marruz, née le 28 avril 1923 à La Havane et morte le 27 juin 2022 dans la même ville, est une poétesse et essayiste cubaine de langue espagnole.

## Biographie
Née en avril 1923 à La Havane, elle mène des études supérieures jusqu'au doctorat en sciences sociales, obtenu à l'université de La Havane en 1961. 
Elle publie son premier recueil de poèmes dès le début des années 1940. Elle appartient aussi, avec son mari Cintio Vitier, au groupe de poètes de la revue Orígenes (1944-1956), créée par José Lezama Lima,. C'est une époque marquée par des changements politiques sur l'île. Contrairement à une bonne partie des auteurs issus de Origenes, rapidement en dissidence ou en opposition au régime de Fidel Castro, elle et son mari s'en accommodent plus ou moins, même si son œuvre est marquée par une spiritualité catholique, associant cette spiritualité à un ton conversationnel et à la description du quotidien,.
À partir de 1962, elle est chercheuse littéraire à la Bibliothèque nationale José-Martí de Cuba. Puis, dès sa fondation en 1977 jusqu'en 1987, elle travaille au Centro de Estudios Martianos, où elle est membre de l'équipe chargée de l'édition critique des Œuvres complètes de José Martí, poète et militant de l'indépendance de l'île au XIXe siècle..
Son œuvre poétique a été traduite en plusieurs langues et a été incluse dans de nombreuses anthologies. Elle a reçu plusieurs prix ou distinctions, notamment le prix national de littérature en 1990, le prix Pablo Neruda de poésie ibéro-américain en 2007 et le prix Reina Sofía de poésie ibéro-américaine en 2011,,.

## Œuvre

### Poésie
- Poemas, Ucar García, La Havane, 1942
- Transfiguración de Jesús en el Monte, Orígenes, La Havane, 1947
- Las miradas perdidas  1944-1950, Ucar García, La Havane, 1951
- Visitaciones,  Unión Nacional de Escritores y Artistas de Cuba, La Habana, 1970
- Poesías escogidas,  Letras Cubanas, La Habana, 1984
- Viaje a Nicaragua, avec Cintio Vitier, Letras Cubanas, La Habana, 1987
- Créditos de Charlot, Ediciones Vigía de la Casa del Escritor, Matanzas, 1990
- Los Rembrandt de l'Hermitage, La Havane, 1992
- Viejas melodías, Caracas, 1993
- Nociones elementales y algunas elegías, Caracas, 1994
- Habana del centro, La Havane, 1997
- Antología poética, La Havane, 1997
- Poesía escogida, avec Cintio Vitier, Bogotá, 1999
- El instante raro, Pre-Textos, Valence, 2010
- ¿De qué, silencio, eres tú, silencio?, Universidad de Salamanca y Patrimonio Nacional, 2011

### Essais et critiques
- Estudios críticos, avec Cintio Vitier, La Havane, 1964
- Poesías de Juana Borrero, La Havane, 1967
- Los versos de Martí, La Havane, 1968
- Temas martianos, avec Cintio Vitier, La Havane, 1969
- Bécquer o la leve bruma, La Havane, 1971
- Poesías y cartas, avec Cintio Vitier, La Havane, 1977
- Flor oculta de poesía cubana, avec Cintio Vitier, La Havane, 1978
- Temas martianos, segunda serie, La Havane, 1982
- Hablar de la poesía, Letras Cubanas, La Havane, 1986
- Textos antimperialistas de José Martí, La Havane, 1990
- La literatura en el Papel Periódico de La Habana, avec Cintio Vitier y Roberto Friol, La Havane, 1991
- Temas martianos, tercera serie, La Havane, 1993
- La familia de "Orígenes", La Havane, 1997
- Darío, Martí y lo germinal americano, Ediciones Unión, La Havane, 2001
- Juana Borrero y otros ensayos, 14 textos; La isla infinita, 2011
- El orden del homenaje, Editorial Huso, 2018